# Jobba Gabi

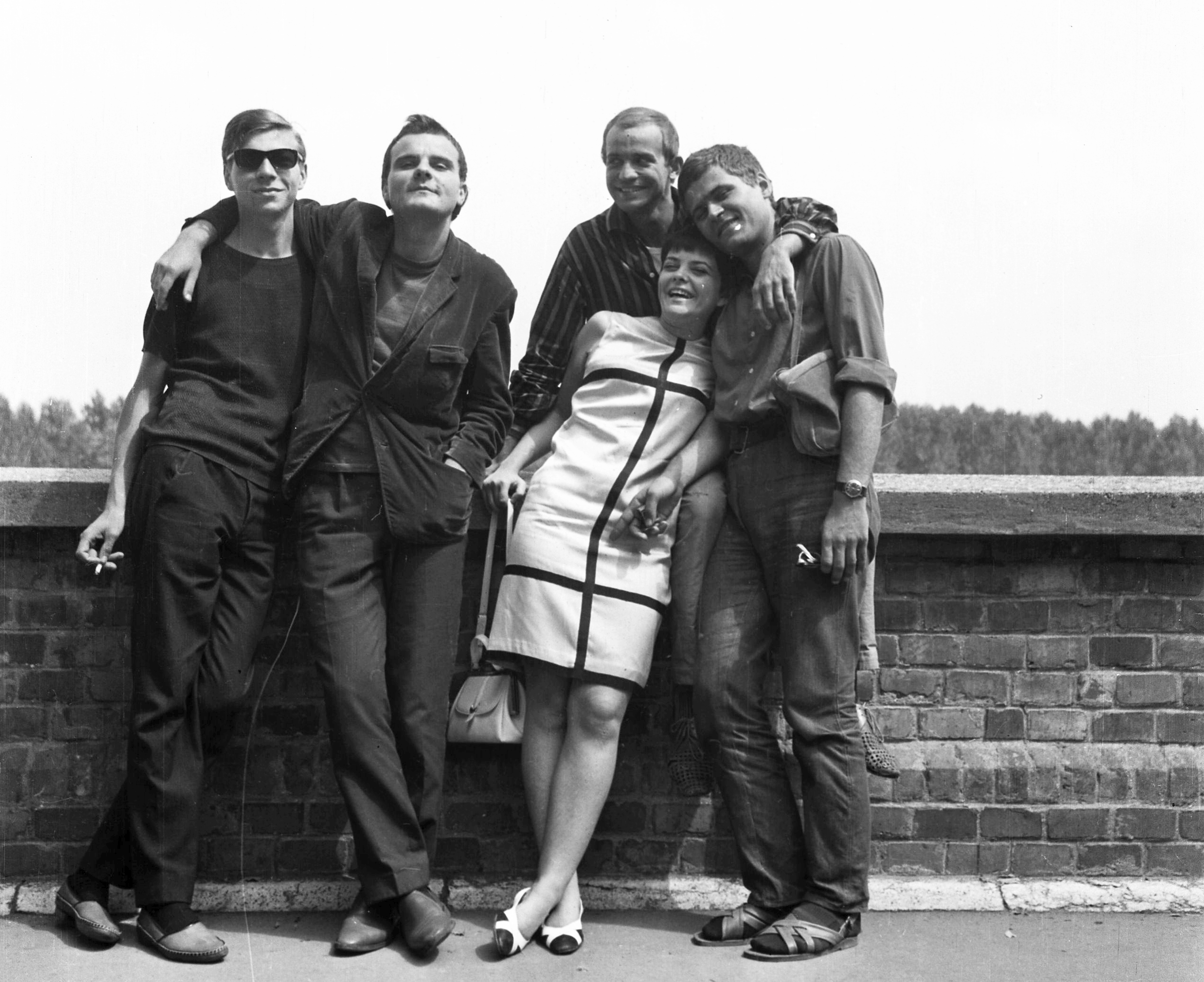
Balról jobbra: Uri István, Kovács Lajos, Dózsa László, Jobba Gabi, Vajda László, a Színművészeti Főiskola hallgatói (1966)
(Urbán Tamás felvétele)

Jobba Gabi (Jobba Gabriella) (Szeged, 1947. március 27. – Budapest, 1983. augusztus 29.) magyar színésznő, énekesnő.

## Élete

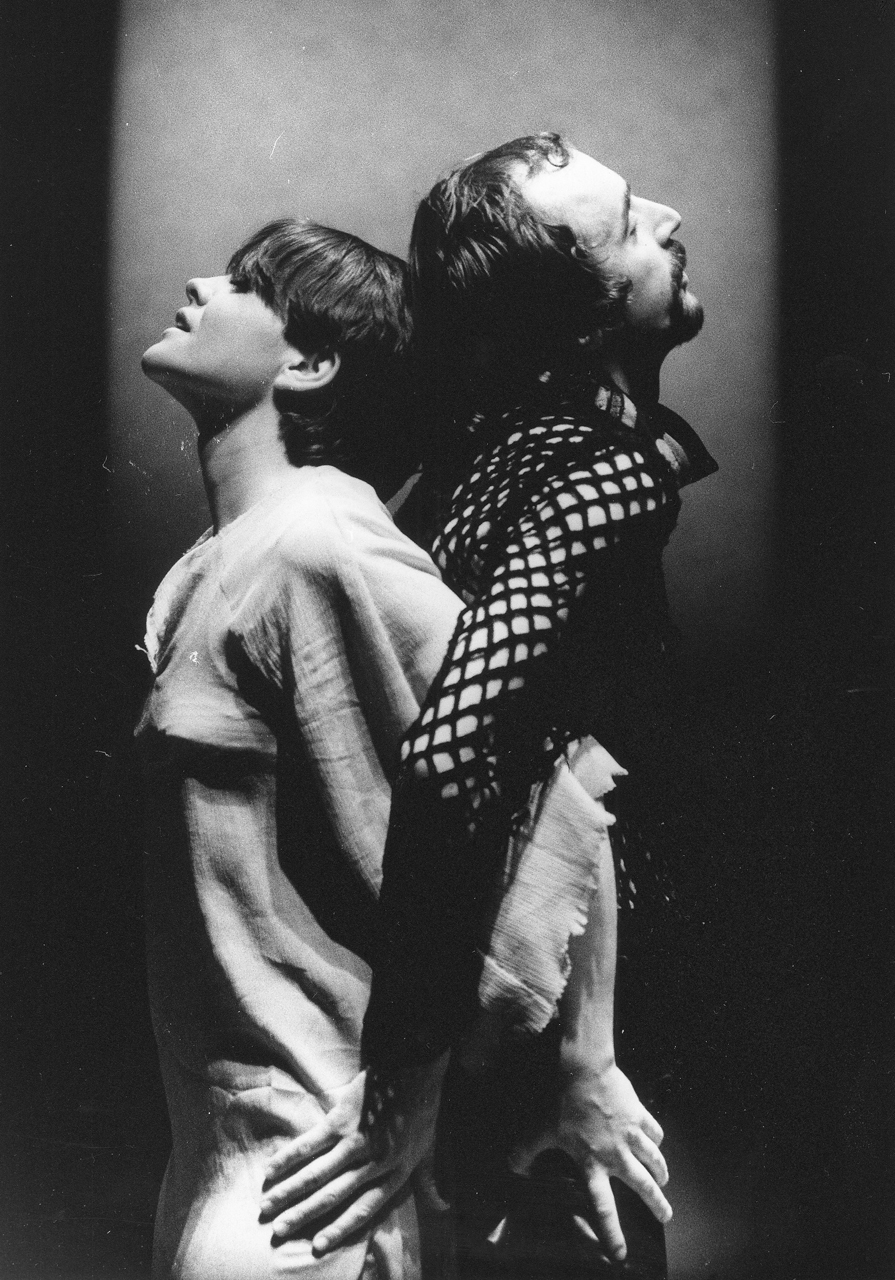
Iglódi Istvánnal a Szerelmem, Elektra című előadásban
(Korniss Péter felvétele) (1971)

A szegedi Ságvári Endre Gimnáziumban érettségizett 1964-ben. A Színház- és Filmművészeti Főiskolán 1969-ben szerzett oklevelet, és a kecskeméti pályakezdés után a 25. Színházhoz szerződött, s tagja maradt Népszínházzá történt átszervezéséig (1977), majd annak tagjaként folytatta működését. Közben játszott a Mikroszkóp Színpadon, Debrecenben, Szegeden, a Szentendrei Nyári Játékokon, a Várszínházban, az Egyetemi Színpadon és a Gyulai Várjátékokon.
Különös, fanyar egyéniségű színésznő volt, a tragikus szerepek álltak legközelebb egyéniségéhez. Ismert versmondó volt. Több sikeres önálló estet tartott: Petőfi-centenárium (1972); Buta Auguszt (1978); Nosztalgia (1979); Karády-est (1981); Egy este Lady L.-nél (1981). 1982-ben a Nemzeti Színház szerződtette.
Énekesnőként is ismert volt: 1967-ben indult a Táncdalfesztiválon: Mary Zsuzsival énekelt közös duettet, Csakis nekem címmel. A siker azonban csak a hetvenes években köszöntött rá az énekesi pályán: ekkor Karády-dalok éneklésével szerzett országos hírnevet. 1983-ban az itthon megrendezett Eszperantó Világkongresszuson előadták a Csendesek a hajnalok című Vasziljev-darabot, eszperantóul. Jobba Gabi a női főszerepet játszotta, emiatt megtanulta a nyelvet. Egyik utolsó játéka volt.[forrás?]
1983. augusztus 29-én öngyilkos lett. Kétségbeesett tettének oka homályban maradt. Egy búcsúlevelet hagyott a lakásában. 
Nincs több erőm ezzel a lelki nyomorúsággal élni és nem akarok tovább senkinek a terhére lenni. Nincs remény! A gépkocsim a II. a Verecke lépcső és a Ruthén utca 26 B előtt áll. A harmincezer forintot küldjétek haza, Szegedre. A többit Pesten élő nővéremnek adjátok. A lakberendezést rátok bízom. Nem tudom, mi legyen vele. Mindenkit ölelek, aki szeretett és akiket szerettem, Gabi.

## Főbb szerepei
- Csang Haj-tang: Kuan Han-Csing: Tou O igaztalan halála; 1971. 25. Színház
- Krizothemisz: (Gyurkó László: Szerelmem, Elektra)
- A lantos: (Gyurkó László: A búsképű lovag)
- Cordelia: (William Shakespeare: Lear király)
- Viktória: (Hernádi Gyula: Hasfelmetsző Jack)
- Livia: (Mortimer: Én, Claudius)
- Cserepes Margit: (Fejes Endre: Cserepes Margit házassága)

## Filmjei

### Játékfilmek
- Szerelmes biciklisták (1965)
- Krebsz, az isten (1969)
- Érik a fény (1970)
- Szerelmem, Elektra (1974)

### Tévéfilmek
- Hazai történetek (1971)
- Rózsa Sándor (1971)
- Öt nap háború nélkül (1975)
- Rettegés és ínség a Harmadik Birodalomban (1980)
- Nápolyi mulatságok (1982)
- Asszonyok mesélik  (1971)
- A visszaeső bűnös (1971)

## Díjai, elismerései
- Jászai Mari-díj (1973)